# رون كونواي
رون كونواي (بالإنجليزية: Ron Conway)‏ هو مستثمر أمريكي، ولد في 9 مارس 1951 في سان فرانسيسكو في الولايات المتحدة.

## وصلات خارجية
- رون كونواي على موقع IMDb (الإنجليزية)